# GNU bison
GNU bison（Bison意为犎牛；而Yacc与意为牦牛的Yak同音）是一个自由软件，用于自动生成语法分析器程序，实际上可用于所有常见的操作系统。Bison把LALR形式的上下文无关文法描述转换为可做语法分析的C或C++程序。在新近版本中，Bison增加了对GLR语法分析算法的支持。
GNU bison基本兼容Yacc，并做了一些改进。它一般与flex一起使用。